# Multiviral (álbum)
Multiviral (estilizado como MultiViral) es el quinto y último álbum de estudio del grupo puertorriqueño Calle 13. Fue lanzado el 28 de febrero de 2014 bajo el sello independiente El Abismo, y posteriormente distribuido por Sony Music Latin.
El álbum tuvo nueve nominaciones en los Latin Grammy Awards y de las cuales ganó dos: mejor álbum de música urbana y mejor canción alternativa por "El Aguante"; además ganó una categoría en los Grammy Awards (best latin rock, urban or alternative album).

## Lista de canciones
| N.º   | Título                                                          | Letras                                           | Duración |  |
| 1.    | «El Viaje (Introducción)» (con Eduardo Galeano)                 | Eduardo J. Cabra, Eduardo G. Hughes              | 2:00     |  |
| 2.    | «La Vida (Respira El Momento)»                                  | Eduardo J. Cabra, René Pérez                     | 5:29     |  |
| 3.    | «Un Buen Día Para Morir (Interludio)» (con Vernon Foster)       | Eduardo J. Cabra                                 | 0:40     |  |
| 4.    | «El Aguante»                                                    | Eduardo J. Cabra, René Pérez                     | 4:48     |  |
| 5.    | «Ojos color sol» (con Silvio Rodríguez)                         | Eduardo J. Cabra, René Pérez, Silvio Rodríguez   | 3:35     |  |
| 6.    | «Multiviral» (con Julian Assange, Kamilya Jubran y Tom Morello) | Eduardo J. Cabra, Kamilya Jubran, René Pérez     | 4:22     |  |
| 7.    | «Cuando Los Pies Besan El Piso»                                 | Eduardo J. Cabra, René Pérez                     | 3:54     |  |
| 8.    | «Adentro»                                                       | Eduardo J. Cabra, René Pérez                     | 4:52     |  |
| 9.    | «Stupid Is As Stupid Does» (con John Leguizamo)                 | Eduardo J. Cabra, John A. Leguizamo              | 0:59     |  |
| 10.   | «Los Idiotas»                                                   | Eduardo J. Cabra, René Pérez                     | 4:30     |  |
| 11.   | «Fuera De La Atmósfera Del Cráneo»                              | Eduardo J. Cabra, René Pérez                     | 3:54     |  |
| 12.   | «Perseguido» (con Biga Ranx)                                    | Eduardo J. Cabra, René Pérez, Gabriel Piotrowski | 4:44     |  |
| 13.   | «Gato Que Avanza, Perro Que Ladra»                              | Eduardo J. Cabra, René Pérez                     | 5:06     |  |
| 14.   | «Me Vieron Cruzar»                                              | Eduardo J. Cabra, René Pérez                     | 3:52     |  |
| 15.   | «Así De Grande Son Las Ideas»                                   | Eduardo J. Cabra, René Pérez                     | 5:10     |  |
| 57:55 |                                                                 |                                                  |          |  |

## Premios y nominaciones

### Latin Grammy Awards(15th Annual)
| Año  | Categoría                             | Trabajo nominado                      | Resultado | Cita  |
| ---- | ------------------------------------- | ------------------------------------- | --------- | ----- |
| 2014 | Productor del año                     | Eduardo Cabra                         | Nominado  | [ 1 ] |
| 2014 | Álbum del año                         | Multiviral                            | Nominado  | [ 1 ] |
| 2014 | Mejor álbum de música urbana          | Multiviral                            | Ganador   | [ 1 ] |
| 2014 | Canción del año                       | "Ojos Color Sol" con Silvio Rodríguez | Nominado  | [ 1 ] |
| 2014 | Grabación del año                     | "La Vida (Respira El Momento)"        | Nominado  | [ 1 ] |
| 2014 | Mejor canción alternativa             | "El Aguante"                          | Ganador   | [ 1 ] |
| 2014 | Mejor canción urbana                  | "Adentro"                             | Nominado  | [ 1 ] |
| 2014 | Mejor interpretación de música urbana | "Adentro"                             | Nominado  | [ 1 ] |
| 2014 | Mejor video musical (versión corta)   | "Adentro"                             | Nominado  | [ 1 ] |

### Grammy Awards(57th Annual)
| Año  | Categoría                                   | Trabajo nominado | Resultado | Cita  |
| ---- | ------------------------------------------- | ---------------- | --------- | ----- |
| 2015 | Best latin rock, urban or alternative album | Multiviral       | Ganador   | [ 2 ] |

## Certificaciones
| País              | Certificación | Ventas | Cita  |
| ----------------- | ------------- | ------ | ----- |
| México (AMPROFON) | Platino       | 60.000 | [ 3 ] |